# Дзвін Мазепа

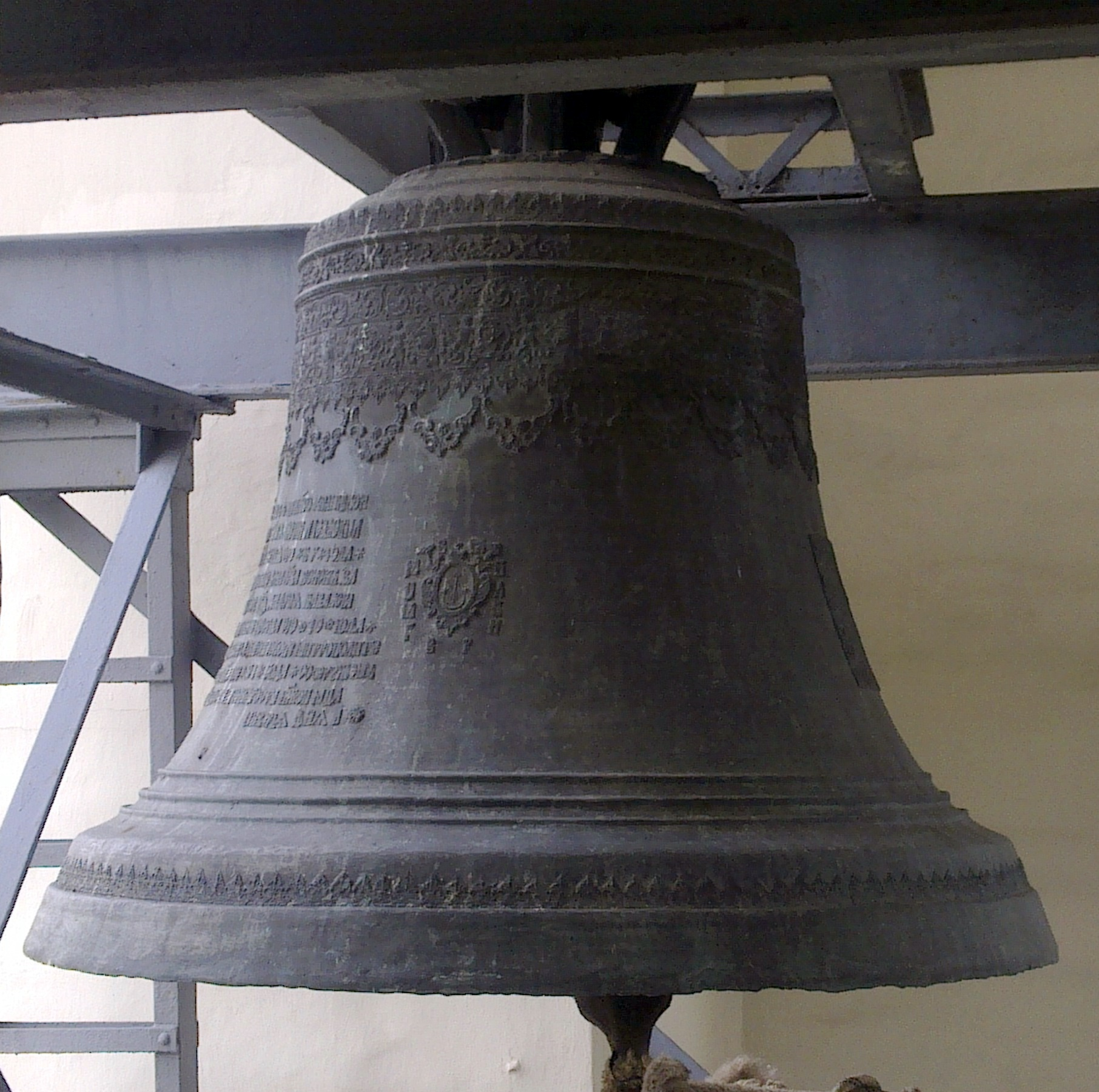
Дзвін Мазепа. Софіївський собор у Києві

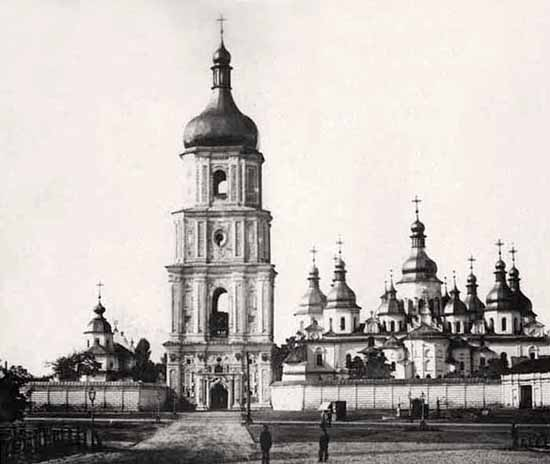
Софійський собор із чотириярусною дзвіницею. Фото кінця ХІХ століття

Дзвін Мазе́па — дзвін, відлитий київським майстром Опанасом Петровичем в 1705, за замовленням і на кошти гетьмана Івана Мазепи. Названий на честь свого замовника «Мазепа». Встановлено на другому ярусі Тріумфальної дзвіниці Софійського собору в Києві. Це найбільший зі збережених старовинних бронзових дзвонів України.

## Опис дзвона
Вага дзвону 13 т, його діаметр — 1,55 м, висота — 1,25 м. Висота самої корони — 0,28 м. Дзвін покритий пишним орнаментом із зображенням янголят. На дзвоні відлитий герб гетьмана Мазепи і напис, що цей дзвін відлив «іждевінням ясновельможного гетьмана Іоанна Мазепи».

## Опис дзвона у віршах
Широко розчинені ворота,
Липи злидарськи оголені,
І темна суха позолота Непорушної увігнутої стіни.
Гулом повні вівтарі й склепи,
І над Дніпром широкий дзвін летить.
Так важкий дзвін Мазепи Над Софійською площею гуде.
Все сильніше бушує, непохитний,
Наче тут єретиків карають,
А в лісах за рікою, примирений,
Розвеселить пухнастих лисенят.